# Papa Lleó I
Lleó I (c. 400 - 10 de novembre de 461), també conegut com a Lleó el Gran o el Magne va ser bisbe de Roma des del 29 de setembre de 440 fins a la seva mort. El papa Benet XVI va dir que el papat de Lleó "va ser, sens dubte, un dels més importants de la història de l'Església".
Va ser un aristòcrata romà i va ser el primer papa a ser anomenat "el Gran". Potser és més conegut per haver conegut Àtila l'Hun el 452 i suposadament el va convèncer perquè es retirés de la seva invasió a Itàlia. També és Doctor de l'Església, recordat teològicament per haver publicat el Tom de Lleó, un document que va ser un dels fonaments principals dels debats del Concili de Calcedònia. El Concili de Calcedònia, el quart concili ecumènic, es va ocupar principalment de la cristologia i va aclarir la definició ortodoxa de l'ésser de Crist com la unió hipostàtica de dues naturaleses, divina i humana, units en una sola persona, "sense confusió ni divisió". El va seguir un important cisma associat al monofisisme, el miafisisme i el diofisisme.

## Primers anys
Segons el Liber Pontificalis, era natural de la Toscana. El 431, com a diaca, era prou conegut fora de Roma que Joan Cassià li dedicà el tractat contra Nestori escrit a proposta de Leo. En aquesta època, Ciril d'Alexandria va apel·lar a Roma pel que fa a una disputa jurisdiccional amb Juvenal de Jerusalem, però no està del tot clar si la carta estava destinada a Lleó, en la seva qualitat d'ardiaca, o directament al papa Celestí I. Prop del final del regnat del papa Sixt III, Lleó va ser enviat a petició de l'emperador Valentinià III per resoldre una disputa entre Aeci, un dels principals comandants militars de la Gàl·lia, i el principal magistrat Albí. Johann Peter Kirsch veu aquesta comissió com una prova de la confiança de la cort imperial en la capacitat del diaca.

## Papat
Durant la seva absència a la Gàl·lia, el papa Sixt III va morir (11 d'agost de 440) i el 29 de setembre Lleó va ser elegit per unanimitat per succeir-lo.
Poc després d'assumir el tron papal, Leo es va assabentar que a Aquileia, els pelagis eren rebuts a la comunió de l'església sense repudi formal dels seus errors; va censurar aquesta pràctica i va ordenar que se celebrés un sínode provincial on es requerís a aquests antics pelagis una abjuració inequívoca.
Els maniqueus que fugien dels vàndals havien vingut a Roma el 439 i s'hi van organitzar secretament; Leo se'n va assabentar cap al 443 i va procedir contra ells mantenint un debat públic amb els seus representants, cremant els seus llibres i escrivint cartes d'advertència als bisbes italians. La seva actitud va ser tan decidida contra els priscil·lianistes. El bisbe Toribi d'Astorga, atònit de la difusió de la secta a Hispània, s'havia dirigit sobre els altres bisbes hispans sobre el tema, enviant una còpia de la seva carta a Lleó, que va aprofitar per escriure un tractat ampliat (21 de juliol de 447) contra secta, examinant amb detall el seu fals ensenyament i demanant que un concili general hispà investigués si tenia adeptes a l'episcopat.
Des d'una perspectiva pastoral, va galvanitzar les obres benèfiques en una Roma assetjada per les fams, l'afluència de refugiats i la pobresa. A més, va associar la pràctica del dejuni amb la caritat i l'almoina particularment amb motiu del Quattro tempora.

### Diversos assumptes regionals
En diverses ocasions, a Lleó se li va demanar que arbitrés les disputes a la Gàl·lia. Patrocle d'Arles (m. 426) havia rebut del papa Zòsim el reconeixement d'una primacia subordinada sobre l'església gal·licana que va ser afirmada pel seu successor Hilari d'Arle. Una apel·lació de Chelidoni de Besançon va donar a Lleó l'oportunitat de fer valer l'autoritat del papa sobre Hilari, que es va defensar fortament a Roma, rebutjant reconèixer l'estatus judicial de Lleó. Sentint que els drets primordials del bisbe de Roma estaven amenaçats, Lleó va apel·lar al poder civil per obtenir suport i va obtenir, de Valentinià III, un decret de 6 de juny de 445, que reconeixia la primacia del bisbe de Roma basat en els mèrits de Pere, la dignitat de la ciutat i la legislació del Primer Concili de Nicea; i va preveure l'extradició forçosa per part dels governadors provincials de qualsevol bisbe que es negués a respondre una citació a Roma. Davant d'aquest decret, Hilariy es va sotmetre al papa, tot i que sota el seu successor, Ravennius, Lleó va dividir els drets metropolitans entre Arle i Vienne (450).

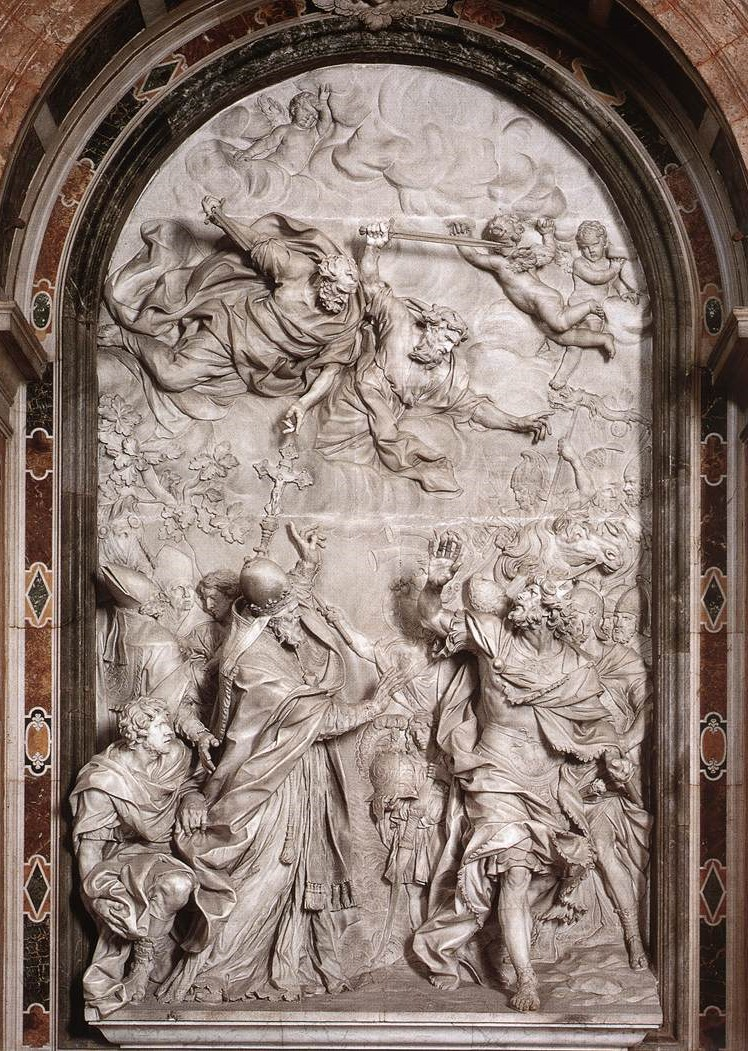
Altar de Sant Gregori Magne a Sant Pere del Vaticà (Alessandro Algardi)

El 446, Lleó va discutir amb el patriarca Diòscor, el successor de Ciril com a Patriarca d'Alexandria, insistint que la pràctica eclesiàstica de la seva seu hauria de seguir la de Roma sobre la base que Marc, deixeble de Pere i fundador de l'Església alexandrina, no podia tenir cap altra tradició que la del príncep dels apòstols.
El fet que la província africana de Mauretania Caesariensis s'hagués conservat a l'imperi i, per tant, a la fe nicena durant la invasió vàndala i, en el seu aïllament, estigués disposada a recolzar-se en suport extern, va donar a Lleó l'oportunitat d'afirmar-hi la seva autoritat. El 446 va escriure a l'Església de Mauritània sobre diverses qüestions de disciplina, destacant el punt que els laics no havien de ser nomenats a l'episcopat.
En una carta als bisbes de Campània, Picenum i Toscana (443), exigia el compliment de tots els seus preceptes i els dels seus predecessors; i va retreure bruscament els bisbes de Sicília (447) per la seva desviació del costum romà pel que fa al moment del bateig, exigint-los que enviessin delegats al sínode romà per aprendre la pràctica adequada.
A causa de la línia de divisió anterior entre les parts occidental i oriental de l'Imperi Romà, l'Il·líria estava sotmesa eclesiàsticament a Roma. El papa Innocenci I havia constituït com el seu vicari al metropolità de Tessalònica, per oposar-se a la creixent influència del patriarca de Constantinoble a l'àrea. En una carta aproximadament del 446 a un bisbe successor de Tessalònica, Anastasi, Lleó li va retreure la forma en què havia tractat un dels bisbes metropolitans sotmesos a ell; després de donar diverses instruccions sobre les funcions confiades a Anastasi i subratllar que certs poders estaven reservats al propi papa, Lleó va escriure: "La cura de l'Església universal hauria de convergir cap a l'únic escó de Pere, i no s'hauria de separar res del seu cap".
Va aconseguir tenir un patriarca imperial, Timothy Salophakiolos, i no Timotheus Aelurus, escollit com a Patriarca Copte d'Alexandria per l'assassinat del Patriarca Ortodox d'Alexandria Proteri d'Alexandria.

## Escrits

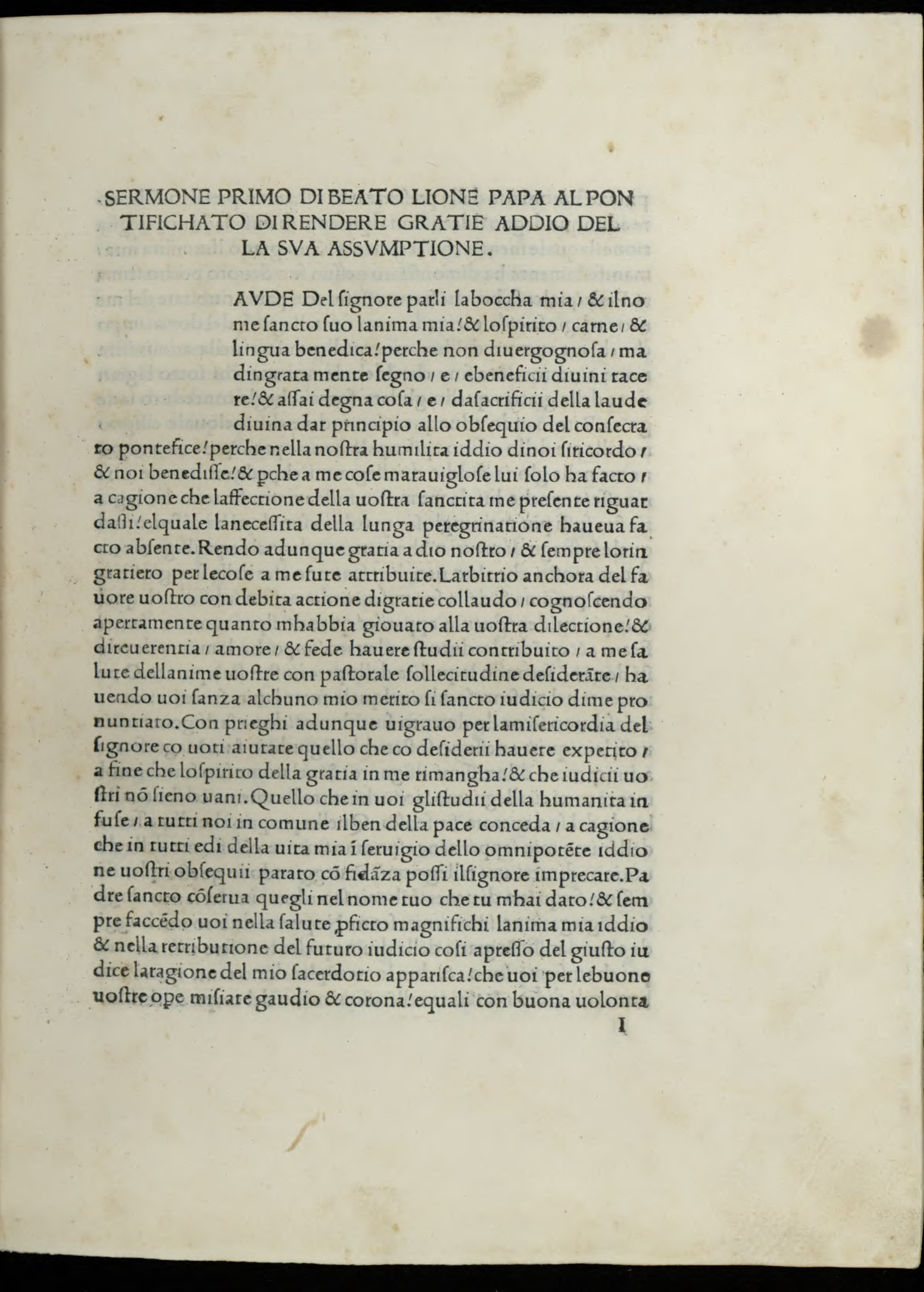
Sermons

S'han conservat gairebé 100 sermons i 150 cartes de Lleó I.

### ElTom
Al Segon Concili d'Efes el 449, els representants de Lleó van lliurar el seu famós Tom, una declaració de la fe de l'Església romana en forma de carta adreçada a l'arquebisbe Flavià de Constantinoble, que repeteix, en estreta adhesió a Agustí d'Hipona, les fórmules de la cristologia occidental. El concili no va llegir la carta ni va prestar atenció a les protestes dels llegats de Lleó, però va destituir Flavià i Eusebi de Dorilèon, que van apel·lar a Roma. Aquesta és una de les raons per les quals el concili mai no va ser reconegut com a ecumènic i posteriorment va ser repudiat pel Concili de Calcedònia.
Es va presentar novament al següent concili de Calcedònia com a solució a les controvèrsies cristològiques que encara es mantenien entre Orient i Occident.

### Concili de Calcedònia
Eutiques, al començament del conflicte, va apel·lar a Lleó i es va refugiar amb ell en la seva condemna per part de Flavià, però en rebre tota la informació de Flavià, Lleó va prendre el seu partit de manera decisiva. Lleó va exigir a l'emperador que se celebrés un concili ecumènic a Itàlia i, mentrestant, en un sínode romà de l'octubre del 449, va repudiar totes les decisions del "Sínode dels Lladres". En les seves cartes a l'emperador i altres demanava la deposició d'Eutiques com a heretge maniqueu i docètic.
El Concili de Calcedònia del 451 va rebutjar l'heretgia d'Eutiques, que negava la veritable naturalesa humana del Fill de Déu i afirmava la unió en la seva única persona, sense confusió i sense separació, de les seves dues natures, humana i divina.
Les actes del concili informen: "Després de la lectura de l'epístola anterior, els més reverends bisbes van cridar: Aquesta és la fe dels pares, aquesta és la fe dels apòstols. Així que tots creiem, així creuen els ortodoxos. Anatema a aquell que no creu així. Pere ha parlat així a través de Lleó. Així va ensenyar als apòstols. Lleó va ensenyar pietosament i veritablement, així va ensenyar Ciril. Siga eterna la memòria de Ciril. Lleó i Ciril van ensenyar el mateix, anatema a qui No ho creu. Aquesta és la veritable fe. Els que som ortodoxos creiem així. Aquesta és la fe dels pares. Per què no es van llegir aquestes coses a Efes? Aquestes són les coses que Diòscor va amagar."
Lleó es va negar fermament a confirmar els seus arranjaments disciplinaris, que semblaven permetre a Constantinoble una autoritat pràcticament igual a Roma i considerava la importància civil d'una ciutat com un factor determinant en la seva posició eclesiàstica; però va recolzar fermament els seus decrets dogmàtics, sobretot quan, després de l'adhesió de l'emperador Lleó I (457), semblava que hi havia una disposició cap al compromís amb els eutiquis.

### Ensenyament sobre Crist
Els escrits de Lleó (tant els sermons com les cartes) es refereixen principalment a qüestions teològiques sobre la persona de Jesucrist (cristologia) i el seu paper de mediador i salvador (Soteriologia), que està parcialment relacionat amb el Concili de Calcedònia en què van participar els llegats romans en nom de Lleó. Posteriorment, a través de nombroses cartes dirigides als bisbes i als membres de la família imperial, Lleó va treballar sense parar per a la propagació i recepció universal de la fe en Crist tal com la defineix Calcedònia, també a la part oriental de l'imperi romà. Lleó defensa la veritable divinitat i la veritable humanitat de l'únic Crist contra l'heretgia unilateral. També aborda aquest tema en molts dels seus sermons i, amb els anys, va desenvolupant els seus propis conceptes originals. La idea central sobre la qual Lleó desenvolupa i explica la seva teologia és la presència de Crist a l'Església, més específicament en el magisteri i la predicació de la fe (Escriptura, Tradició i la seva interpretació), en la litúrgia (sagraments i celebracions), en la vida de cada creient individual i a l'Església organitzada, especialment en el concili.
Per a Lleó el Gran, la mariologia està determinada per la cristologia. Si Crist només fos diví, tot sobre ell seria diví. Només la seva divinitat hauria estat crucificada, enterrada i ressuscitada. Maria només seria la mare de Déu i els cristians no tindrien cap esperança per a la seva pròpia resurrecció. El nucli del cristianisme seria destruït. El començament més inusual d'una vida realment humana a través d'ella va ser donar a llum a Jesús, el Senyor i Fill del rei David.

### Hereu de Pere
Lleó va assumir el papat en un moment de creixents invasions bàrbares; això, unit a la decreixent autoritat imperial a Occident, va obligar el bisbe de Roma a participar més activament en els assumptes cívics i polítics. Va ser un dels primers bisbes de Roma a promoure la primacia papal basada en la successió de Pere Apòstol; i ho va fer com a mitjà per mantenir la unitat entre les esglésies.
A més de recórrer al llenguatge bíblic, Lleó també va descriure la seva pròpia relació especial amb Pere en termes derivats del dret romà. Es deia a si mateix hereu i vicari (indigne) (vicarius) de Pere, rebuda la seva autoritat apostòlica i obligada a seguir el seu exemple. Per una banda, Pere es va plantar davant seu amb una reclamació sobre com Lleó ha d'exercir el seu càrrec; d'altra banda, Lleó, com a bisbe romà, representava l'apòstol, l'autoritat del qual tenia. Crist, però, sempre surt com a font de tota gràcia i autoritat, i Lleó li és responsable de com va complir els seus deures (sermó 1). Així, l'ofici del bisbe romà es fonamentava en la relació especial entre Crist i Pere, una relació que no es pot repetir per se; per tant, Lleó depenia de la mediació de Pere, de la seva ajuda i del seu exemple per poder complir adequadament el seu paper i exercir la seva autoritat com a bisbe de Roma, tant a la ciutat com a fora

## Lleó i Àtila

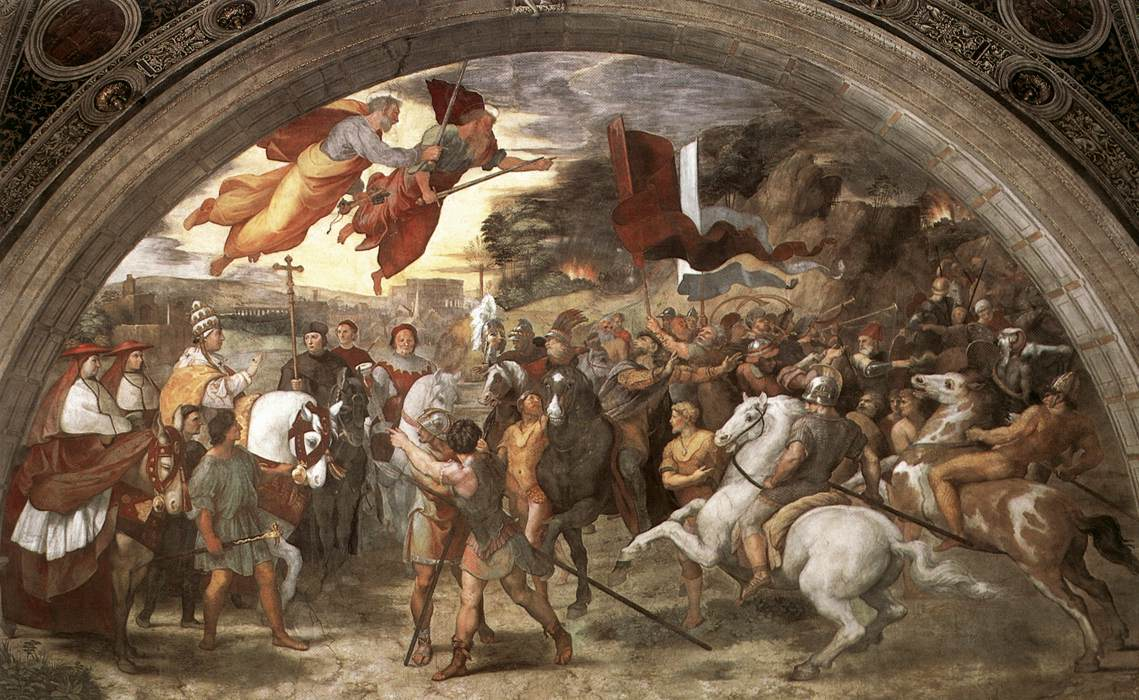
La trobada entre Lleó el Gran i Àtila de Rafael representa Lleó, escortat per Sant Pere i Sant Pau, de reunir-se amb l'Hun rei fora de Roma

Després del resultat indecís de la batalla de Chalons el 451, Àtila va envair Itàlia el 452, saquejant ciutats com Aquileia i es dirigia a Roma. Suposadament va exigir que se li enviés la germana de l'emperador Valentinià III amb un dot. Com a resposta, l'emperador va enviar tres prohoms a negociar amb Àtila: Gennadius Avienus, un dels cònsols del 450, Memmius Aemilius Trygetius, l'antic prefecte urbà, i Lleó. Poc se sap de les particularitats de les negociacions, com a conseqüència de les quals es va retirar Àtila. La majoria d'historiadors antics i medievals van celebrar les accions de Lleó, atorgant-li tot el mèrit d'aquesta ambaixada reeixida. D'acord amb Pròsper d'Aquitània que era viu en el moment de l'esdeveniment, Àtila va quedar tan impressionat per Lleó que es va retirar. Un altre gairebé contemporani va ser l'historiador Priscus, que recorda que Àtila va ser dissuadit d'atacar Roma pels seus propis homes perquè temien que compartís el destí del rei visigot Alaric I, que va morir poc després de saquejar la ciutat el 410. Pau el diaca, a finals del segle VIII, relata que un home gegantí vestit amb túniques sacerdotals i armat amb una espasa, visible només per Àtila, el va amenaçar amb el seu exèrcit de mort durant el seu diàleg amb Lleó, i això va provocar que Àtila acceptés sotmetre's a la seva sol·licitud.
Els historiadors més moderns debaten sobre altres possibles raons de la sobtada retirada d'Àtila. El papa podria haver ofert a Àtila una gran quantitat d'or o Àtila podia haver tingut preocupacions logístiques i estratègiques: un exèrcit probablement carregat de botins del saqueig; una plaga al nord d'Itàlia; escassetat d'aliments; accions militars de l'emperador oriental Marcià a la frontera del Danubi. A més, es desconeix el lloc on es trobava Aeci en aquella època, i és possible que Àtila o els seus guerrers se sentissin en perill pel seu enemic dels Camps catalàunics.
Escrivint a principis del segle XX l'escèptic religiós John B. Bury va remarcar:
| « | No es pot dubtar del fet de l'ambaixada. Els distingits ambaixadors van visitar el campament de l'Hun prop de la riba sud del llac Garda. També és segur que Àtila es va retirar sobtadament. Però no sabem quines consideracions se li van oferir per induir-lo a marxar. No és raonable suposar que aquest rei pagà hauria tingut cura dels trons o les persuasions de l'Església. L'emperador es va negar a rendir Honòria, i no consta que es paguessin diners. Una crònica de confiança dona un altre compte que no entra en conflicte amb el fet que es va enviar una ambaixada, però que, evidentment, proporciona les veritables raons que van motivar Àtila a rebre-la favorablement. Va esclatar la pesta a l'horda bàrbara i el seu menjar començava a mancar, i al mateix temps van arribar tropes de l'est, enviades per Marcià en ajut d'Itàlia. Si el seu amfitrió patia pesta i si arribaven tropes de l'est, podem entendre que Àtila es va veure obligat a retirar-se. Però, independentment dels termes establerts, no pretenia que signifiquessin una pau permanent. La qüestió d'Honòria es va deixar sense resoldre, i va amenaçar que tornaria a fer coses pitjors a Itàlia a menys que es renunciés a la part deguda de les possessions imperials.. | » |

La intercessió de Lleó no va poder evitar el saqueig de la ciutat pel rei vàndal Genseric el 455, però la seva influència va reprimir l'assassinat i l'incendi. El Papa i els membres del seu clergat van anar a trobar l'invasor per implorar-lo que abandonés. Mentre els vàndals saquejaven la ciutat, el gest va impedir, però, que Roma fos cremada i va assegurar que les basíliques de Sant Pere, Sant Pau i Sant Joan, en les quals una part de la població atemorida buscava refugi, es van salvar.
No obstant això, Lleó va ajudar a reconstruir la ciutat de Roma, restaurant llocs clau com Sant Pere.

## Sobre la dignitat fonamental dels cristians
En el seu sermó In Nativitate Domini, el dia de Nadal, "Cristià, recorda la teva dignitat", Lleó articula una dignitat fonamental comuna a tots els cristians, siguin sants o pecadors, i la consegüent obligació de complir-la:
| « | El nostre Salvador, estimat, ha nascut avui: alegrem-nos. Perquè no hi ha un lloc adequat per a la tristesa, quan celebrem l'aniversari de la Vida, que destrueix la por a la mortalitat i ens aporta l'alegria de l'eternitat promesa. A ningú se li impedeix compartir aquesta felicitat. Hi ha per a tots una mesura comuna d'alegria, perquè com el nostre Senyor, el destructor del pecat i la mort, no en troba cap lliure, també ha vingut a alliberar-nos a tots. Que el sant exulti perquè s'acosta a la victòria. Que el pecador s'alegri en ser convidat a perdonar. Que el gentil tingui coratge perquè és cridat a la vida ... Deixem de banda el vell amb les seves accions: i havent participat en el naixement de Crist, renunciem a les obres de la carn. Cristians, reconegueu la vostra dignitat i feu partícip de la natura divina, rebutgeu tornar a l'antiga baixesa per conducta degenerada. Recordeu el cap i el cos del qual sou membre. Recordeu que vau ser rescatat del poder de les tenebres i portat a la llum i al regne de Déu. Pel misteri del Baptisme, vas fer el temple de l'Esperit Sant: no fugissis d'aquests habitants per mitjà d'actes bàsics i sotmet-te una vegada més al poder del diable: perquè els teus diners de compra són la sang de Crist, perquè Ell us jutjarà amb veritat qui us va rescatar amb misericòrdia, qui regna amb el Pare i l'Esperit Sant per als segles dels segles. Amén. | » |

## Mort i enterrament
Lleó va morir el 10 de novembre de 461 i, com que desitjava ser enterrat el més a prop possible de la tomba de Sant Pere, el seu cos es va col·locar en una tomba al pòrtic de la basílica de Sant Pere. El 688 les seves restes van ser traslladades a l'interior de la mateixa basílica.

## Importància
La importància del pontificat de Lleó rau en la seva afirmació de la jurisdicció universal del bisbe romà, tal com s'expressa en les seves cartes, i encara més en les seves 96 oracions existents. Aquesta afirmació es coneix comunament com la doctrina de la supremacia petrina.
Segons Lleó i diversos pares de l'Església, així com certes interpretacions de les Escriptures, l'Església es basa en Pere, d'acord amb la promesa de Mat 16:16-19. Pere participa de tot el que és de Crist; el que els altres apòstols tenen en comú tenen amb ell. El que és cert de Pere és cert també dels seus successors. Tots els altres bisbes estan acusats de la cura del seu ramat particular, el pontífex romà, de la de tota l'Església. Altres bisbes són els seus ajudants en aquesta gran tasca. Als ulls de Lleó, els decrets del Concili de Calcedònia van adquirir la seva validesa a partir de la seva confirmació.
Les cartes i sermons de Lleó reflecteixen els molts aspectes de la seva carrera i personalitat i són fonts històriques inestimables. El seu estil de prosa rítmica, anomenat cursus Lleónicus, va influir durant segles en el llenguatge eclesiàstic.
El 1754 el papa Benet XIV va proclamar a Lleó I doctor de l'Església. Al costat de Lleó, només un altre papa, Gregori, també és reconegut com a Doctor de l'Església.
El papa Benet XVI va dir que el papat de Lleó "... sens dubte era un dels més importants de la història de l'Església."
L'Església catòlica marca el 10 de novembre com la festa de Sant Lleó, que figura al Martyrologium Hieronymianum i al Calendari de Sant Willibrord del segle VIII com a data de la seva mort i entrada al cel. La seva festa es va celebrar una vegada a Roma el 28 de juny, aniversari de la col·locació de les seves relíquies a la basílica de Sant Pere, però al segle xii, la festa del ritu gal·licà de l'11 d'abril va ser admesa al calendari general romà, que va mantenir aquesta data fins 1969. Alguns catòlics tradicionalistes continuen observant les versions anteriors a aquest calendari.
Les esglésies catòliques orientals i l'església ortodoxa oriental celebren Sant Lleó el 18 de febrer; és recordat a l'Església d'Anglaterra amb un festa menor el 10 de novembre.